# Rádio e Televisão de Portugal

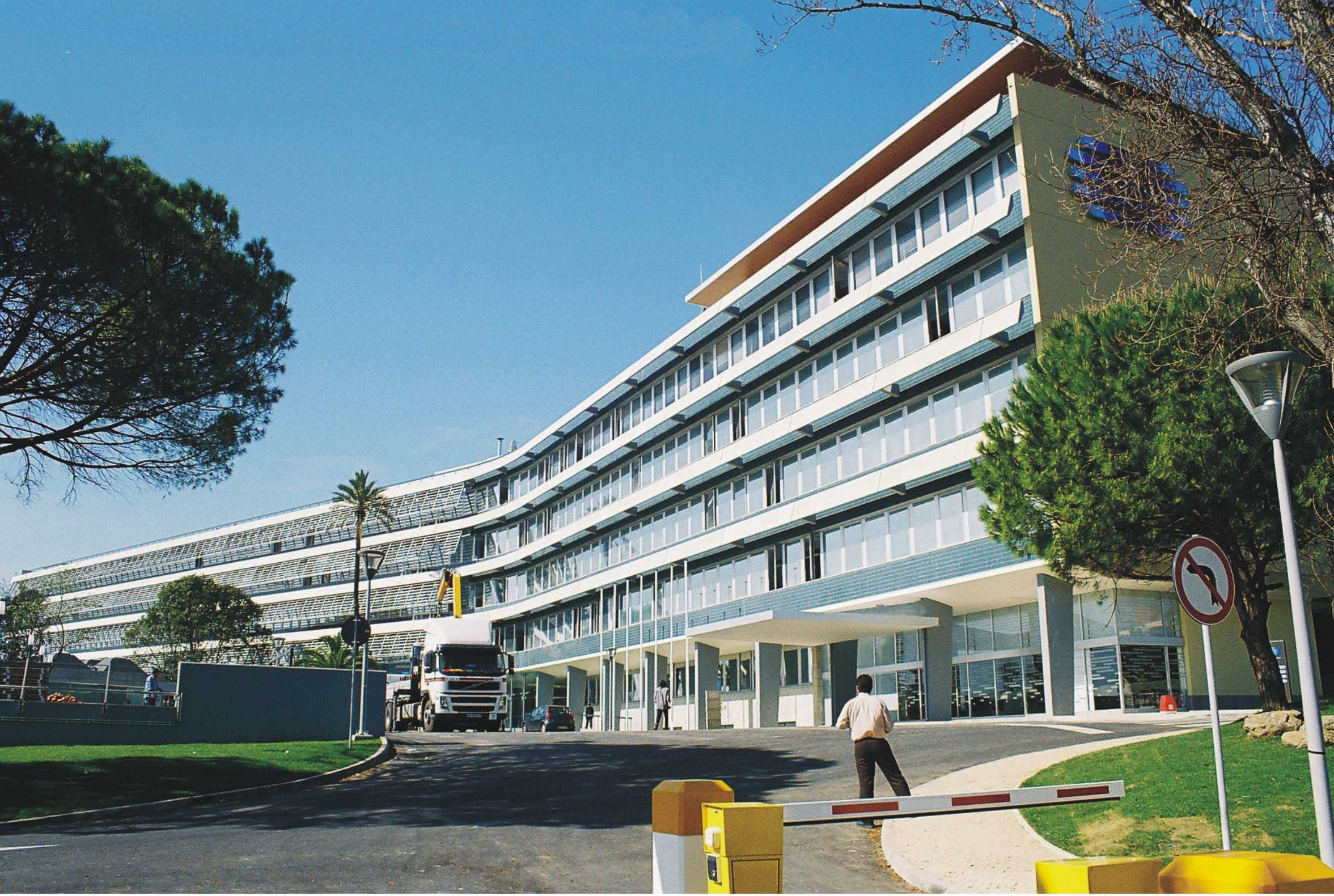
Seu d'RTP a Cap Ruivo (Lisboa).

Rádio e Televisão de Portugal (abreujat RTP, en català Ràdio i Televisió de Portugal) és l'empresa pública de ràdio i televisió portuguesa. Fins al 2004, RTP significava Radiotelevisão Portuguesa, però en aquest mateix any, després d'una reorganització profunda de l'empresa i de la seva fusió amb la RDP, va passar a significar Rádio e Televisão de Portugal.

## Història de la Radiotelevisão Portuguesa
La cadena de ràdio pública va començar amb el nom d'Emissora Nacional el 4 d'agost del 1935, amb l'adveniment de la dictadura de l'Estat Nou, substituint al servei iniciat per "Correios, Telégrafos e Telefones" del 1930.
Per iniciativa del Govern, la constitució de la RTP - Radiotelevisão Portuguesa, SARL es realitza el 15 de desembre del 1955. Es tractava, per tant, d'una societat anònima, amb capital tripartit entre l'Estat, emissores de radiodifusió privades i particulars.
Les emissions experimentals de la RTP (posteriorment, coneguda com a RTP1) es van iniciar el 1956, en els estudis de la Feira popular, a Lisboa. I les emissions regulars van començar més tard, a partir del 7 de març del 1957, amb una cobertura del 65% de la població.
El 20 d'octubre del 1959, la RTP va ingressar a la UER - Unió Europea de Radiodifusió- i a mitjans dels anys 60 del segle xx va passar a transmetre per a tot el país. El dia 25 de desembre del 1968 va commemorar el Nadal amb la creació del seu segon canal, la RTP2.
Durant els anys 70, van iniciar dos canals regionals en els arxipèlags de Madeira i Açores. Aquestes cadenes eren RTP Madeira, el 6 d'agost del 1972 per a l'illa de Madeira, i RTP Açores, el 10 d'agost del 1975 per a les Illes Açores.
Després de la Revolució dels Clavells del 25 d'abril del 1974, l'estatut de l'empresa concessionària de la radiotelevisió va ser alterat. El 1975, la RTP va ser nacionalitzada, transformant-se en l'empresa pública Radiotelevisão Portuguesa, EP, pel Decret de Llei núm 674-D/75, del 2 de desembre.
La RTP va iniciar les emissions en color el 7 de març del 1980.
El dia 10 de juny del 1992 van començar les transmissions de la RTP Internacional, en llengua portuguesa. Aquest mateix any, el 14 d'agost del 1992, la RTP es va transformar en societat anònima de capitals exclusivament públics - la Radiotelevisão Portuguesa, SA -.
El dia 7 de gener del 1998, es van iniciar les emissions regulars de la RTP África, en llengua portuguesa, destinat als habitants d'Angola, Cap Verd, Guinea Bissau, Moçambic i São Tomé i Príncipe.
L'11 de maig del 2000, la RTP - juntament amb la Radiodifusão Portuguesa (RDP) i l'Agència LUSA - passa a ser part de la societat anònima de capitals exclusivament públics anomenada Portugal Global, SGPS, SA.
La Portugal Global va tancar el 22 d'agost del 2003, concloent així la reestructuració del sector empresarial de l'Estat en l'àrea audiovisual. Entre altres alteracions, l'antiga Radiotelevisão Portuguesa, S.A. es va transformar en una societat anònima de capitals exclusivament públics, en una nova societat gestora de participacions socials, anomenada Rádio e Televisão de Portugal, SGPS, S. A. Va ser també creada una societat anònima de capitals exclusivament públics designada Radiotelevisão Portuguesa - Serviço Público de Televisão, S. A..
El 31 de març del 2004, la Rádio e Televisão de Portugal, de la qual formen part els operadors de servei públic RDP i RTP, va inaugurar les seves noves instal·lacions a l'avinguda Marechal Gomes da Costa (Cap Ruivo), i a partir d'aquesta data la RTP passa a difondre les seves emissions en aquest nou local (la RDP ja ho feia des de mitjans del mateix mes).
L'RTP organitzà el 2018 el Festival de la Cançó d'Eurovisió després de la victòria de Salvador Sobral a Kíiv, Ucraïna, amb "Amar pelos dois" a l'edició de 2017.

## Canals de televisió
- RTP1
- RTP2
- RTP3
- RTP Memória
- RTP Açores
- RTP Madeira
- RTP Internacional
- RTP África

## Emissores de ràdio
- Antena 1
- Antena 2
- Antena 3 (RDP)
- RDP Açores
- RDP Madeira - Antena 1
- RDP Madeira - Antena 2
- RDP Internacional
- RDP África